# Gus Forslund
Gustav Oliver „Gus“ Forslund (* 25. April 1906 in Umeå; † 29. Juli 1962 in Geraldton, Ontario, Kanada) war ein schwedisch-kanadischer Eishockeyspieler, der in seiner aktiven Zeit von 1926 bis 1941 unter anderem für die Ottawa Senators in der National Hockey League gespielt hat.

## Karriere
Gustav Forslund wanderte mit seiner Familie bereits als Kind nach Kanada aus. Dort begann er seine Karriere in der Thunder Bay Senior Hockey League, in der er von 1926 bis 1929 für die Port Arthur Ports und Fort William Forts aktiv war, wobei er während der gesamten Saison 1928/29 verletzungsbedingt ausfiel. Anschließend gelang ihm bei den Duluth Hornets aus der American Hockey Association, für die er von 1929 bis 1932 aktiv war, der Sprung ins professionelle Eishockey. Für die Saison 1932/33 wurde der Flügelspieler von den Ottawa Senators verpflichtet, für die er in der National Hockey League in 48 Spielen vier Tore erzielte und neun Vorlagen gab. Die folgende Spielzeit begann er bei den Syracuse Stars in der International Hockey League, er wurde jedoch bereits im Dezember 1933 zusammen mit Sparky Vail im Tausch gegen Andy Bellemer an den Ligarivalen Windsor Bulldogs abgegeben.
Von 1934 bis 1936 stand Forslund je ein Jahr lang bei den Philadelphia Arrows und New Haven Eagles in der Canadian-American Hockey League unter Vertrag. Daraufhin kehrte der Schwede in die Amateurliga Thunder Bay Senior Hockey League zurück, in der er bis zu seinem Karriereende 1941 für die Fort William Wanderers, Duluth Zephyrs und Geraldton Gold Miners auflief. In Geraldton ließ er sich schließlich nieder und starb dort 1962 im Alter von 56 Jahren an den Folgen einer Hirnblutung.